# Avaři
Avaři v Evropě usazení v bývalé římské provincii Panonie byli aliancí několika skupin euroasijských nomádů různého původu; sehráli značnou roli v politickém uspořádání Balkánu, když založili svou říši avarský kaganát, který od konce 6. až do počátku 9. století pokrýval Panonskou pánev a značné oblasti střední a východní Evropy.
V ruských kronikách byli známí jako Obri, v byzantských zdrojích jako Abaroi, Varchonitai čili Varchonité (řecky Βαρχονίτες, romanizováno: Varchonítes) a pseudo-Avaři. Göktürci je nazývali Apar (staroturecky 𐰯𐰺). Název „Panonští Avaři“ (podle bývalé římské provincie, kde se usadili) se používá k odlišení od Avarů žijících na Kavkaze, národa, se kterým panonští Avaři mohli, ale nemuseli mít příbuznost. Ačkoli se jméno Avar poprvé objevilo v polovině 5. století, panonští Avaři přišli na scénu v polovině 6. století v pontsko-kaspické stepi jako skupina, která chtěla uniknout nadvládě Göktürků. Pravděpodobně jsou nejznámější pro své nájezdy a plenění v avarsko-byzantských válkách v letech 568 až 626 a vliv na migraci Slovanů do jihovýchodní Evropy.
Je možné, že na etnogenezi Avarů měly svůj podíl také turkické a tunguzské kmeny. V širším slova smyslu lze názvem „Avaři“ označovat multietnický kmenový svaz, jehož součástí byly, kromě vlastních Avarů, také turkické, indoevropské a možná i tunguzské a uralské kmeny. Avaři, kteří přišli do Evropy, se během svého pobytu mísili také se Slovany a Germány. Avaři byli tak výrazným prvkem slovanských dějin, že ve většině slovanských jazyků se slovo Avar stalo synonymem pro velkého nebo mocného člověka – obra.
V 9. století avarská říše zanikla v důsledku války s Karlem Velikým a zbylí evropští Avaři se později asimilovali s příchozími Maďary.

## Původ

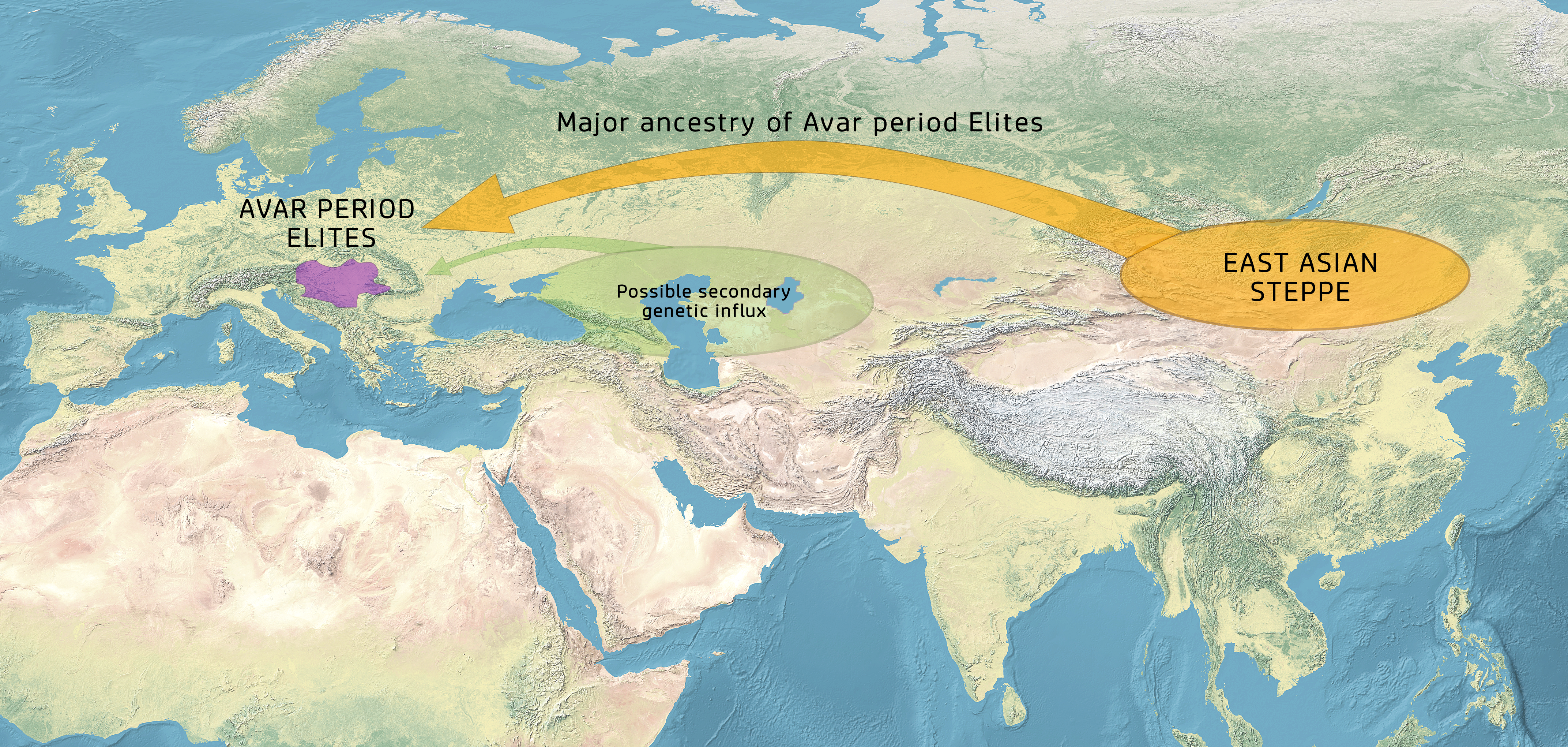
Genomické důkazy z lidských pozůstatků ukazují, že avarské elity v podstatě pocházely od starověkých severovýchodních Asiatů (ANA).

Přesný původ starých Avarů byl donedávna zastřen tajemstvím a zdroje se neshodovaly. Tradičně se předpokládalo, že byli mongolského nebo turkického původu. Byzantský historik Menander Protektor je pokládal za příbuzné Hunů, jejichž původ, obecně pokládaný za turkický, také není zcela jasný. Nedávné archeogenetické studie naznačují, že panonští Avaři byli primárně původem ze starověké severovýchodní Asie, podobně jako dnešní lidé z Mongolska a oblasti řeky Amur v Mandžusku, což ukazuje na počáteční rychlou migraci nomádských kmenů do středu Evropy z východu Eurasijské stepi. Jádro panonských Avarů mohlo pocházet ze zbytků Žuan-žuanského kaganátu, které doprovázely další stepní skupiny. Jazykové důkazy naznačují, že pozdější avarské obyvatelstvo přešlo na slovanský jazyk jako lingua franca.
Avaři s Turky sdíleli některé kulturní zvyky a výrazy. S jejich jmenovci Avary na Kavkaze je spojují podobné znaky na jejich pohřebištích. Kavkazští Avarové však nemluví jazykem z rodiny altajské, ale jazykem ze severovýchodní kavkazské jazykové rodiny. Staří Turkové (Gökturkové) roku 567 byzantského císaře vyzvali, aby nové nájezdníky považoval za pseudo-Avary a nazýval je Varchonity. Soudobé byzantské prameny psaly o těchto Varchonitech jako o někdejších otrocích Turků, kteří si jen Avaři začali říkat, protože s tímto jménem byla spjata velká prestiž obávaných válečníků. Pokud by tvrzení Gökturků bylo pravdivé (ti však pravděpodobně Byzantince záměrně klamali, aby snížili prestiž Turkům nepřátelských Avarů), znamenalo by to, že evropští Avaři (pseudo-Avaři) pocházeli z kmenů Var (Uar/War) a Hunni (Chionité), které tvořily významnou součást kmenového svazu Heftalitů (tzv. Bílých Hunů) a byly převážně indoevropského původu. Ve prospěch této teorie hovoří fakt, že lebky nalezené v avarských hrobech jsou téměř výhradně europoidního typu, což platí zejména pro rané období avarské říše (europoidní charakter Avarů tak ještě nemohl být příliš ovlivněn jejich mísením se Slovany); v pozdějších obdobích byl podíl mongoloidních typů lebek v avarských hrobech o něco vyšší, neboť docházelo k dalšímu přílivu středoasijských kmenů na území Karpatské kotliny.

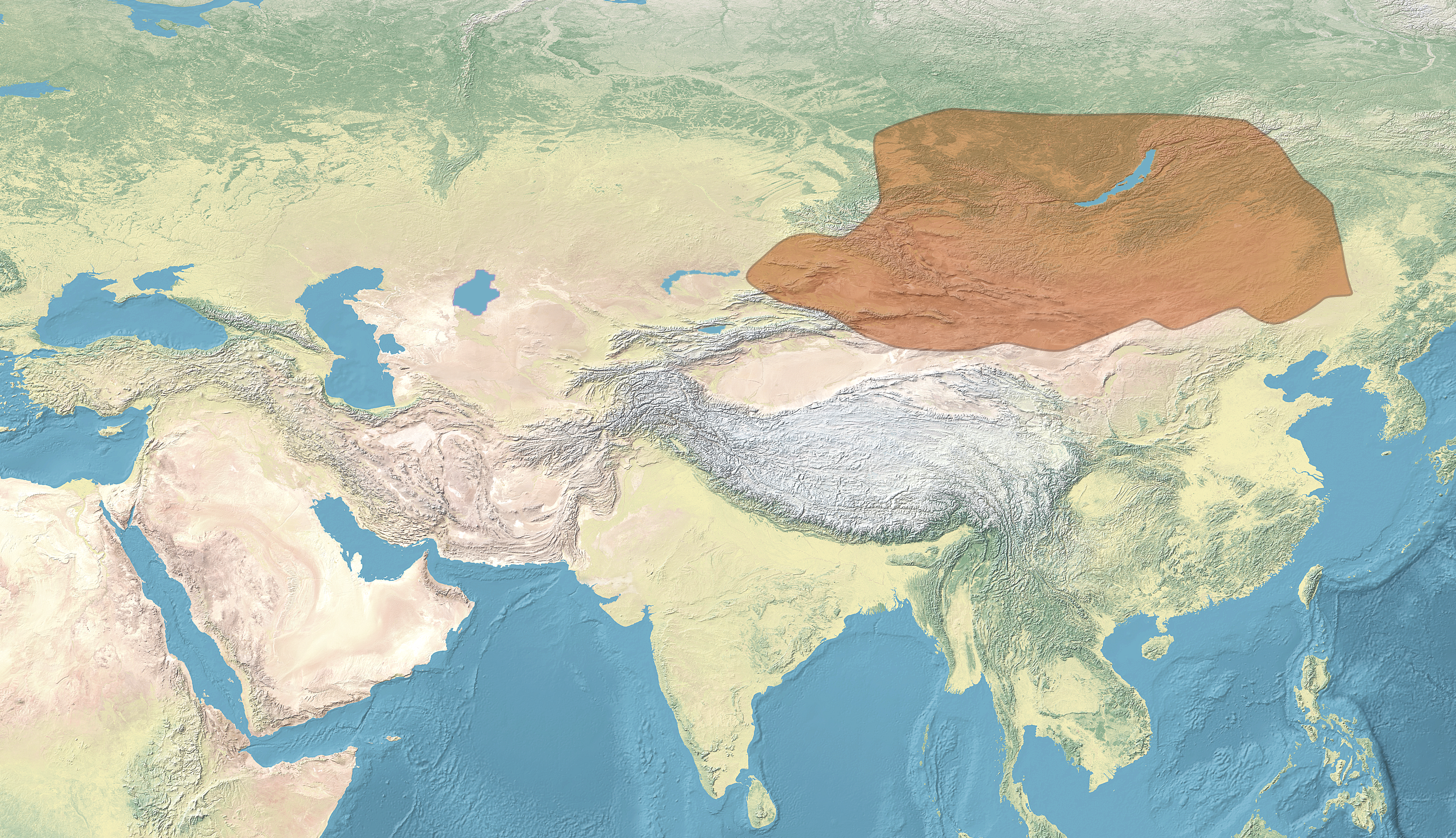
Ruranský kaganát v severovýchodní Asii

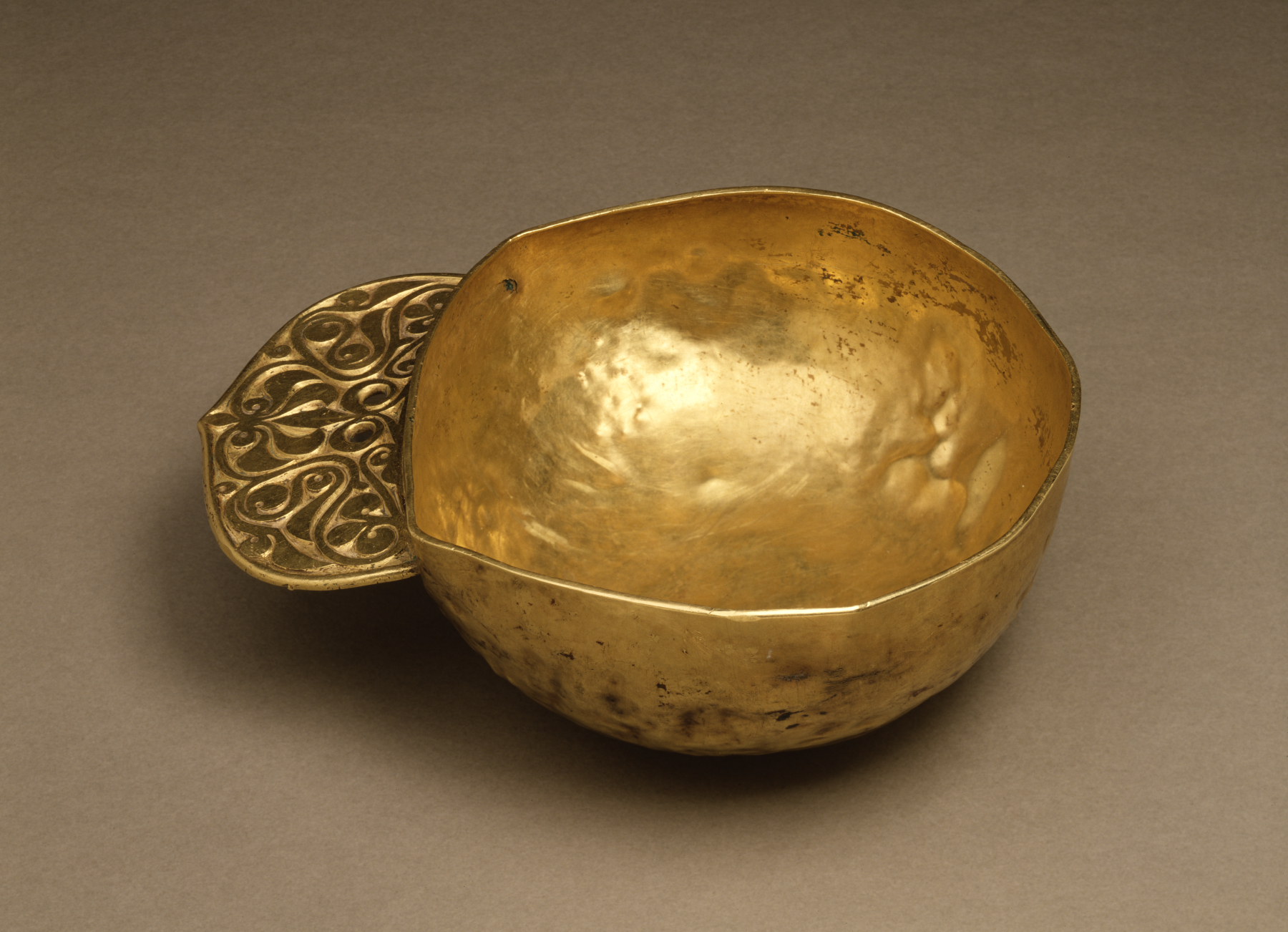
Avarská mísa na pití

Pokud by skutečně platila výše uvedená hypotéza, a sice že Avaři, kteří přišli do Evropy, byli pseudo-Avaři (Varchonité), nabízela by se otázka, koho v takovém případě považovat za skutečné Avary. V úvahu připadají zejména příslušníci kmenového svazu Ruranů, jinak též Žuan-Žuanů (toto pojmenování je čínské, není známo jak nazývali sami sebe), přičemž vládnoucí kmeny tohoto svazu byly (proto)mongolského původu a dle čínských pramenů byly potomky starodávných kmenů, v Číně označovaných jako „Wuhuan“ (dle tehdejších pravidel čínského jazyka vyslovováno jako „Avar“).
Mongolský původ Avarů byl poslední dobou potvrzen sérií genetických výzkumů prováděných na ostatcích příslušníků avarské elity (viz níže). Na základě výsledků těchto výzkumů lze Avary bezpečně ztotožnit s Rurany. Gökturkové podle všeho nemluvili pravdu, když Evropské Avary označili za pseudo-Avary, resp. Varchonity/Heftality.

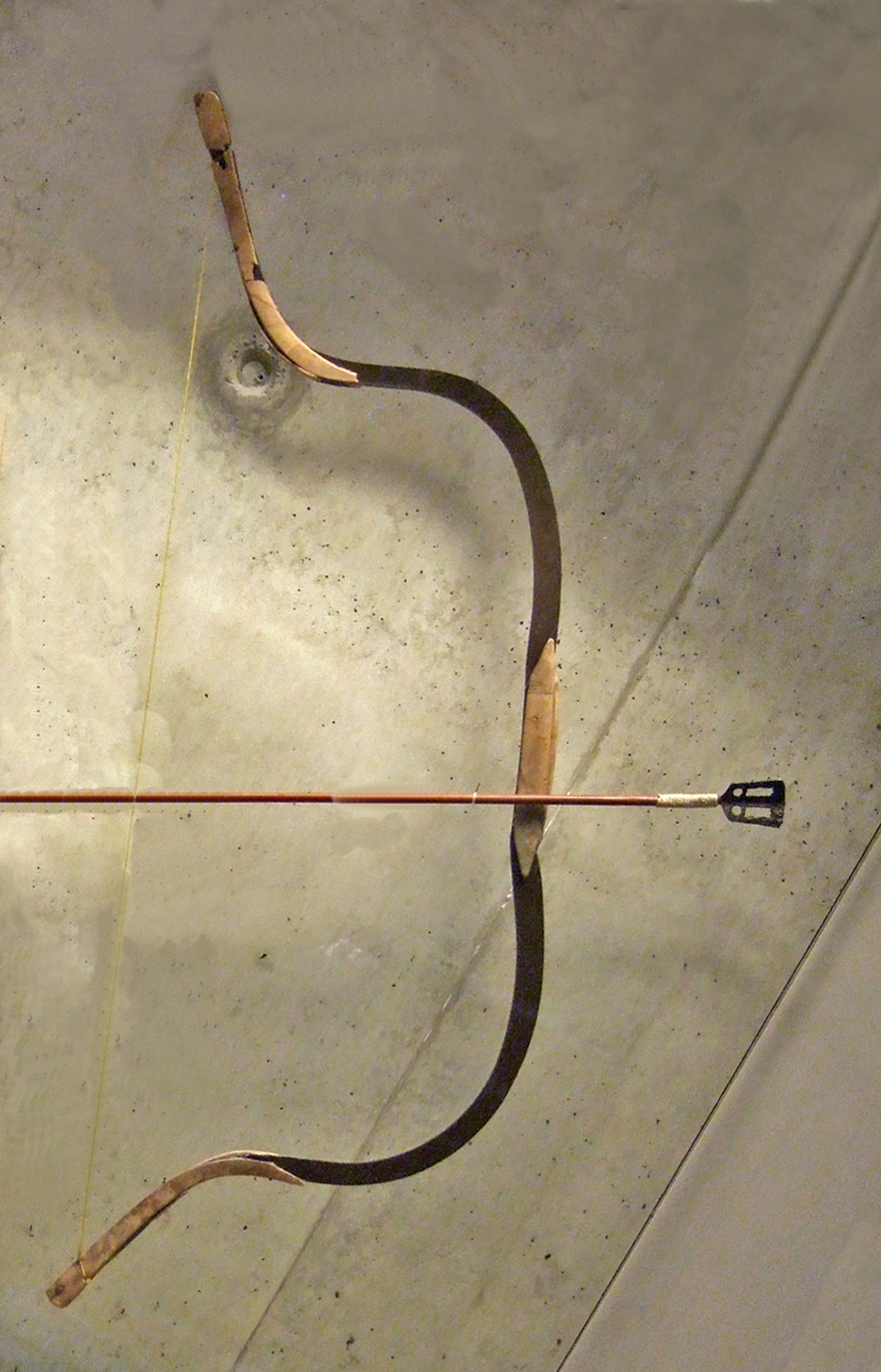
Reflexní luk nalezený na avarském pohřebišti

Gökturkové (bývalí poddaní Ruranů) v polovině 6. století vyvrátili jejich říši a posléze (ve spojení s Peršany) i říši Heftalitů. Část obyvatelstva obou zaniklých říší prchala na západ, přičemž v průběhu jejich cesty mohlo dojít ke spojení těchto kmenů v jeden celek, který vstoupil do evropských dějin pod názvem „Avaři“. Je pravděpodobné, že k Avarům se na jejich cestě na západ připojili také turkičtí Oghurové.
Mezi mongolskými Rurany a převážně indoevropskými Heftality existovaly již v Asii úzké kontakty, a to na úrovni politické, kulturní a zřejmě i etnické. Říše Heftalitů byla (alespoň po určitou dobu) vazalem říše Ruranů, někdy bývá označována za její západní křídlo. Antropologická charakteristika a kultura evropských Avarů naznačuje vliv indoevropských a mongolských (ev. turkických) prvků; Avaři například používali obrněnou těžkou jízdu a také se u nich často objevuje symbolika s motivem gryfa, což je typické pro íránské (sarmatské) kočovníky. Jejich účesy (dva copy), způsob pohřbívání a používání titulů (hodností) poukazují na mongolské Rurany. Zajímavá je i skutečnost, že Avaři přivedli do Evropy domestikované buvoly indické, kteří jsou v Maďarsku chováni dodnes. Toto plemeno buvola lze očekávat spíše u Heftalitů (jejichž říše zasahovala až do Indie), než u Ruranů, žijících na území dnešního Mongolska a přilehlých oblastí, nebo Oghurů žijících v oblasti mezi jezerem Balchaš a pohořím Altaj. Mimochodem kolem roku 600 n. l. daroval avarský kagan (chán) stádo těchto buvolů králi Langobardů, kteří sídlili v Itálii – také zde se toto plemeno buvolů chová dodnes. Dochované fragmenty avarského jazyka zase poukazují na jeho turkický původ (spolu s hunštinou, protobulharštinou a dnešní čuvaštinou bývá stará avarština řazena do tzv. oghurské větve turkických jazyků; ony fragmenty se ale nemusí vztahovat k avarštině, nýbrž k protobulharštině).

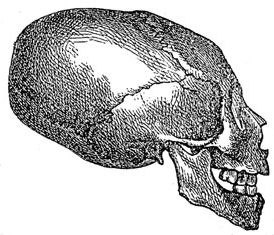
Uměle prodloužená avarská lebka

Výše uvedené je možné shrnout tak, že pojem „Avaři“ lze v širším slova smyslu chápat jako kmenový svaz tvořený příslušníky různých etnik, přičemž významnou (a možná většinovou) část tohoto svazu tvořili převážně indoevropští Heftalité. Vládnoucí vrstvu tohoto svazu tvořili příslušníci kmene Avarů, který byli mongolského původu; významnou složkou avarského kmenového svazu mohli být také turkičtí Oghurové.
Společně s Avary pak přišli do Karpatské kotliny i Kutrigurové, které lze řadit k turkickým Bulharům (Hunům), jakož i další turkické a možná i ugrofinské kmeny. Na území uherské nížiny se Avaři a Kutrigurové dále mísili se Slovany a germánskými Gepidy.
Původ kavkazských Avarů také může být odvozován od Evropských Avarů/Ruranů; Avaři se v této oblasti objevili v polovině 6. století, v souvislosti s jejich přesunem z východní Asie do Evropy. Avaři usazení na Kavkaze později přestali používat svou původní řeč a převzali jazyk kavkazských národů.
V roce 2022 vědci zveřejnili výsledky výzkumu DNA odebraných ze 66 avarských koster, které se nacházely na 27 místech v Maďarsku. Podle nich Avaři během několika let přesídlili z oblasti dnešního Mongolska na Kavkaz a po dalších deseti letech přišli do Karpatské kotliny. Je to jedna z nejrychlejších doložených migrací na takovou vzdálenost v historii lidstva. Přesun proběhl během jedné generace a možná i rychleji. Geneticky byli Avarové spojeni s lidmi v severovýchodní Asii a také s populaci Ruranské říše.

## Historie

### Příchod Avarů do Evropy

Birituální pohřebište středního a pozdního období kaganátu na jižním Slovensku a hranice pozdně avarského kaganátu

Do Evropy přišli Avaři roku 558. Jejich kmenový svaz nebyl příliš početný, ale záhy se rozrostl o kmeny, které byly připojeny dobrovolně i násilím. Patřily mezi ně zbytky Hunů, bulharští Utigurové a především Kutrigurové, kteří zaujali v avarském společenství mocensky významné postavení. Je možné, že se už tehdy objevili v řadách kočovných bojovníků také Slované, především Antové, sídlící mezi Dněstrem a Dněprem. Podle byzantského autora Theofylakta Simokatta to byli právě Avaři, kteří si po roce 602 podrobili mocný antský kmenový svaz.
Vztahy mezi vedením avarského kmenového svazu a byzantskou vládou však nebyly zpočátku nepřátelské, ba právě naopak. Avaři velmi brzy zjistili, jaké panují v jihovýchodní Evropě mocenské poměry a hodlali je využít ve svůj prospěch. Byzantská říše byla finančně vyčerpaná dlouhodobými válkami, jež vedla na několika frontách zároveň. Císaře Justiniána I., jemuž táhlo na osmdesátku, zmáhala nechuť k rozhodným opatřením, k nimž mu často chyběly prostředky. Vojáků bylo málo, armáda byla demoralizovaná a pokud se jí nedostávalo zásob potravin a dalších potřebných věcí, neváhali velitelé dát rozkaz k vyplenění vlastní země. Avaři si začali být vědomi toho, že svými útoky váží síly nepřátelské Byzanci (především Slovany) a snažili se toho využít.
Už roku 558 přijal Justinián I. avarské posly a poté, co s nimi dojednal placení tributu, je bohatě obdaroval. Císař se nezdráhal vyplácet Avarům tribut, neboť se mu tím až na drobné výjimky podařilo zabránit jejich vpádům na byzantské území. Roku 562 vypravil avarský kagan k Justiniánovi poselstvo, které ho požádalo, aby poskytl Avarům k osídlení tzv. Malou Skythii, oblast rozkládající se mezi dolním tokem Dunaje a Černým mořem (dnes rumunská Dobrudža). Z tohoto území by mohli dobře ovládat Anty i expandovat do nitra balkánské části byzantské říše, která je lákala k výbojům. Justinián však nehodlal na tento návrh přistoupit. Posílil posádky, chránící dunajskou hranici, které měly Avarům zabránit v překročení řeky. Obratným jednáním se navíc byzantské diplomacii podařilo vzbudit u Avarů zájem o tažení proti franské říši.

### Pronikání Avarů do Evropy

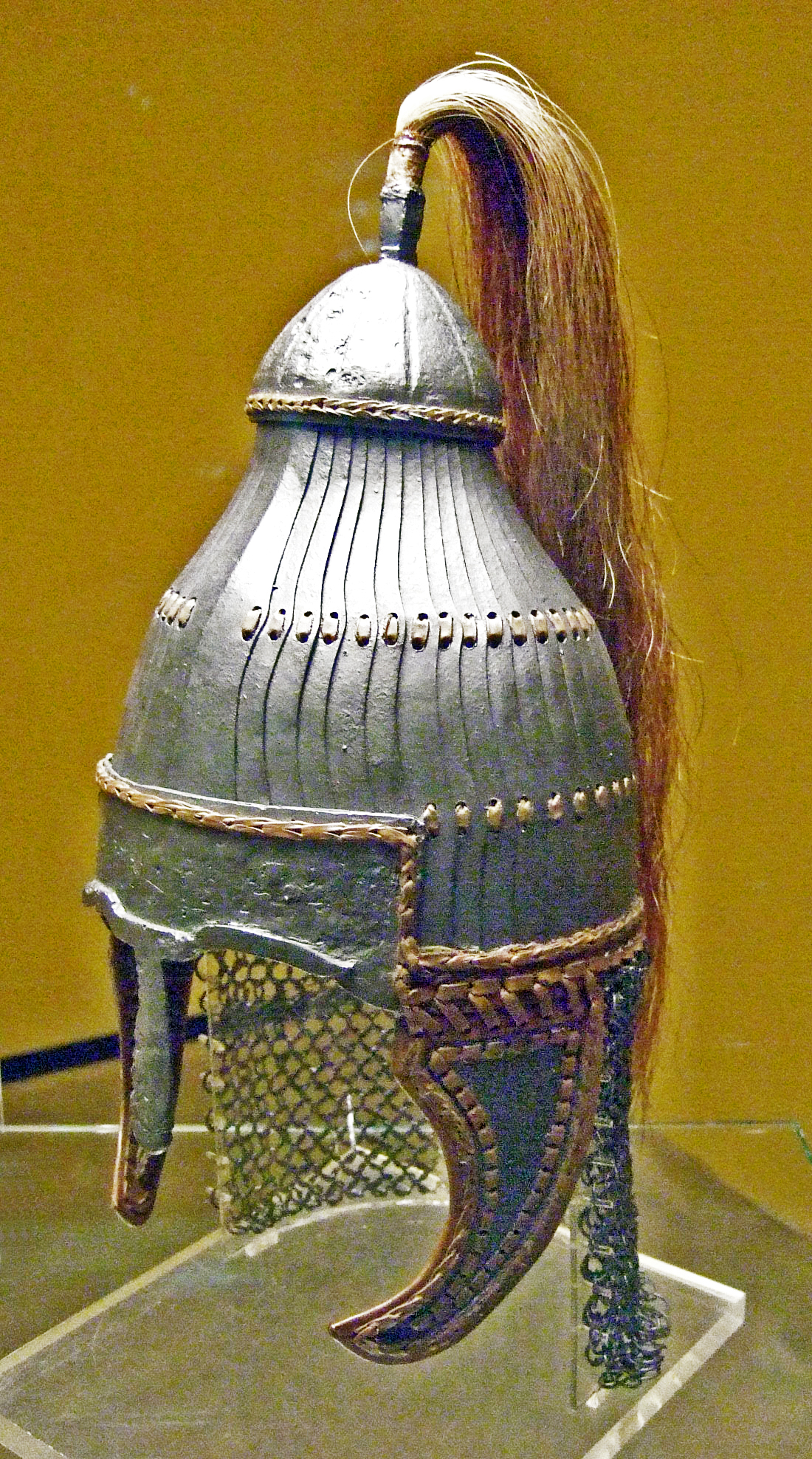
Rekonstrukce lamelové helmy z Niederstotzingenu. Datováno 560–600 n. l. Je považována za avarskou lamelovou helmu.

Avarské hordy pronikly rychle na západ. Frankům se však podařilo Avary odrazit, kteří se pak vrátili do stepí poblíž Černého moře. Byzantský tribut pro ně stále ještě představoval dobrý zdroj příjmů. Když však roku 565 císař Justinián I. zemřel, jeho synovec a nástupce Justinus II. (565–578) vzápětí odmítl vykupovat si nadále mír tributem. Avaři se proto pokusili o nový výboj na území franské říše. Tentokrát uspěli, a když je pak navíc v Panonii usídlený germánský kmen Langobardů požádal o pomoc proti sousední říši Gepidů, s nimiž byl ve válce, zaměřili svoji pozornost na tuto bývalou římskou provincii. Ačkoliv Langobardi porazili nakonec Gepidy v podstatě sami, získali Avaři velkou kořist i území, dosud obývané Gepidy. Roku 568 pak odtáhli Langobardi, jimž přestalo bezprostřední sousedství bojovných nomádů brzy vyhovovat, do severní Itálie, která dodnes nese jejich jméno (Lombardie).
Avaři poté ovládli celou Karpatskou kotlinu, kterou zároveň osidlovalo slovanské obyvatelstvo, sami Avaři představovali poměrně nevelkou menšinu, ale hráli v kaganátu jednoznačně vůdčí politickou i vojenskou roli. Avarské panství sahalo na jihozápadě až do benátské oblasti, kde se stýkalo s územím ovládaným Franky, na jihovýchodě po Sirmium, významné obchodní a vojenské centrum na středním toku Dunaje, které Byzanc sice nejprve udržela, ale roku 582 po nástupu císaře Maurikia ho definitivně ztratila. Toto území se stalo strategicky výhodným nástupištěm k jejich expanzi jak proti franské říši, tak proti Byzanci; Slované se na ní hojně podíleli. Ti, kteří byli podmanění, konali při taženích různé pomocné práce, například stavěli mosty. Jiné slovanské kmeny se naopak staly avarskými spojenci a společně s kočovníky podnikaly kořistnické výpravy na území byzantské říše.

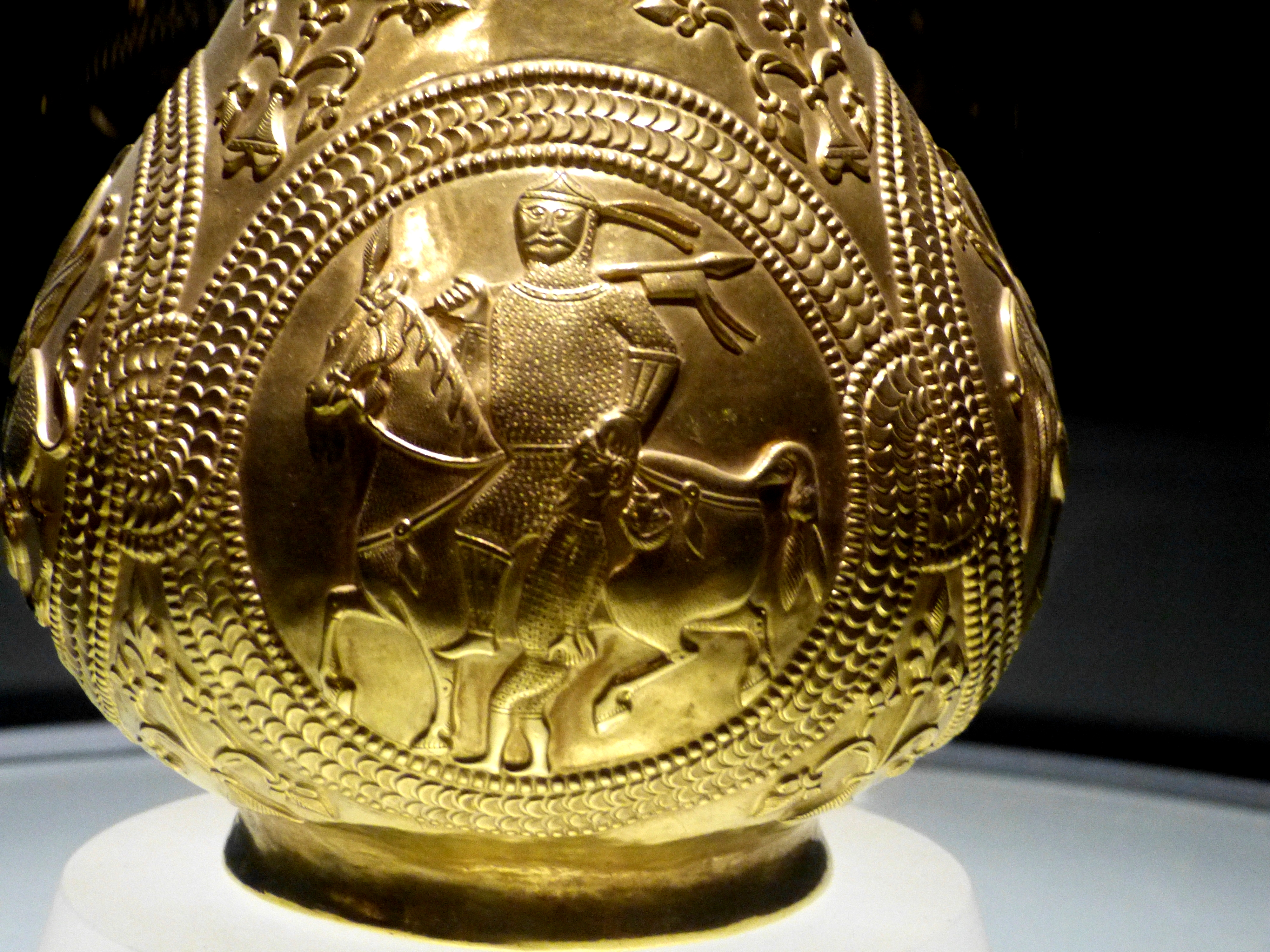
Motiv kočovného jezdce na zlatém džbánu z 8. století

V této době byli Avaři považováni za neporazitelné, alespoň v otevřené bitvě. Avarskou armádu tvořila slovanská pěchota, bulharská lehká jízda a avarská těžká jízda. Avarští těžkooděnci – obrnění jezdci – výrazně ovlivnili pozdější vývoj evropského válečnictví. Mimochodem byli to patrně Avaři, kdo jako první v Evropě používal jezdecké třmeny; tato novinka, která se pak rozšířila po celé Evropě, poskytovala avarským jezdcům v boji značnou výhodu vůči protivníkům, kteří takto vybaveni nebyli.

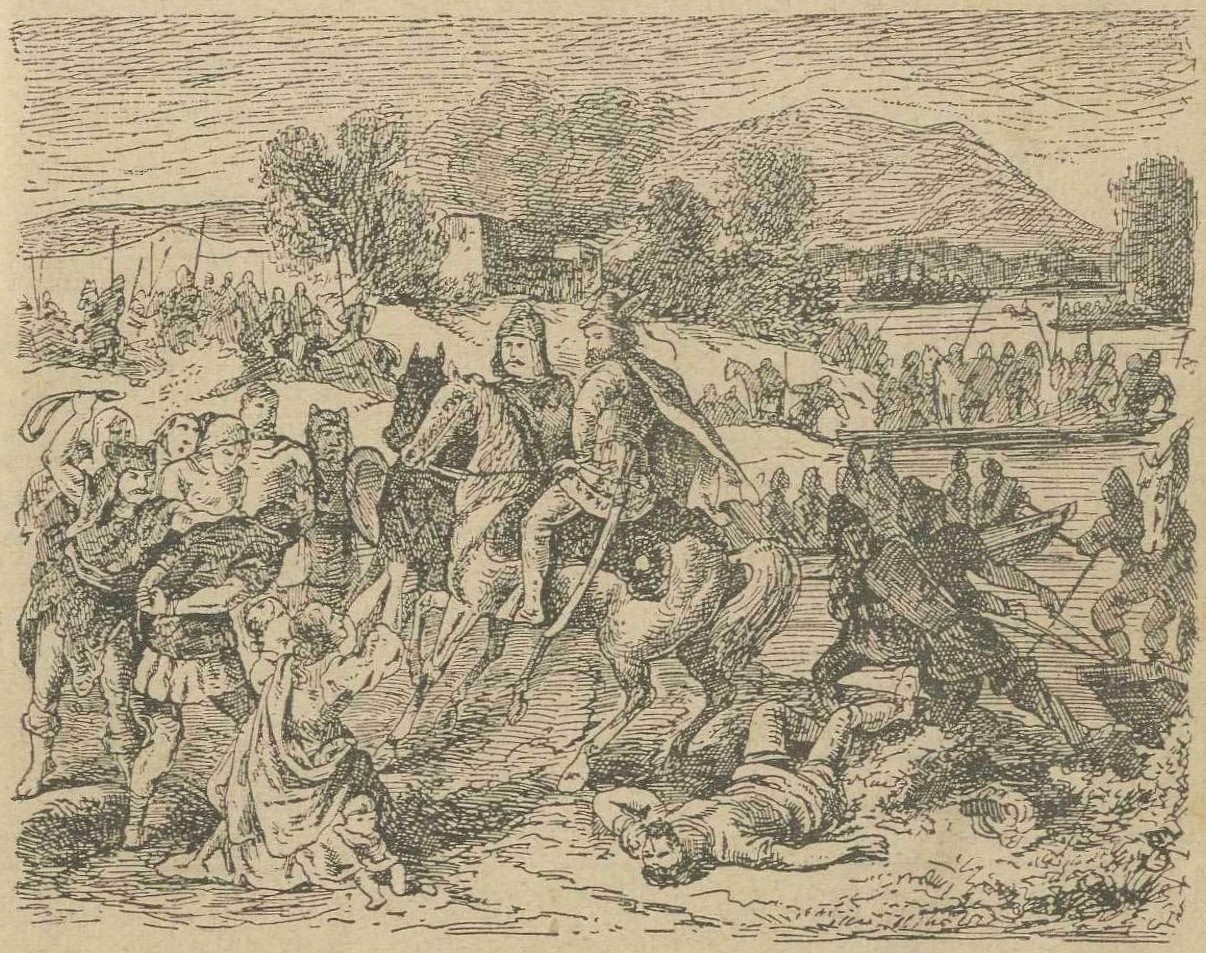
Avaři plení Balkán

Když už Byzantská říše nezvládala platit tribut, Avaři podporovaní Slovany začali znovu pořádat nájezdy na římské komunity na Balkáně. Zprvu Byzantská říše útoky odrážela a dokonce se vydala na odvetnou výpravu za Dunaj, ale rozhodnutí císaře Maurikia zde i s vojskem přezimovat vedlo roku 602 ke vzpouře a jeho svržení. Za vlády uzurpátora Fóky tak Avaři obnovili nájezdy a zpustošili Thrákii. V následujících letech v Byzanci zuřila občanská válka, kterou využila zejména Persie k získání území na východě Byzantské říše. To Avarům značně uvolnilo ruce na nebráněném Balkáně; roku 610 vtrhli i do severní Itálie. V roce 626 podnikli Avaři spolu s balkánskými Slovany společný, ale nezdařený útok s Peršany na Konstantinopol. Důvodem neúspěchu bylo byzantské námořnictvo, pro které slovanské dlabané čluny nebyly velkým problémem. Obě armády se proto nedokázaly spojit a koordinovat svůj útok. Avaři se následně stáhli zpět do Panonie, přičemž většinu Balkánu ovládly slovanské kmeny, které ani Avaři, ani Byzantská říše nedokázali ovládat.

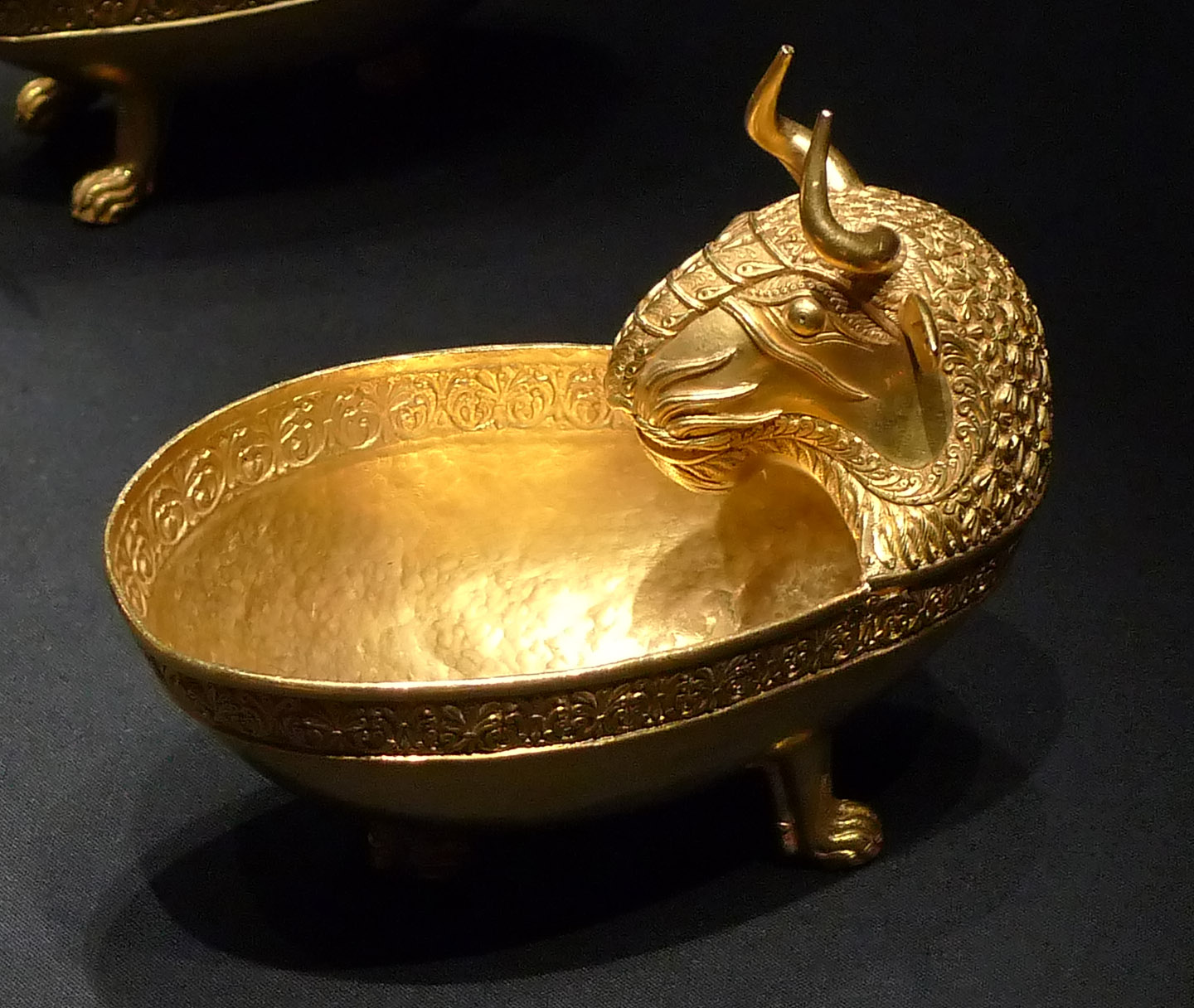
Zlatý džbán v podobě býčí hlavy

Zhruba ve stejné době franský kupec Sámo vedl Slovany ve střední Evropě v povstání proti Avarům. Slovanům se už nelíbila poroba, zejména násilné svazky Avarů se slovanskými ženami.
| „                     | Kdykoli Avaři vojensky útočili na některý národ, stáli s celým svým vojskem před táborem, Slované pak bojovali. Jestliže nabývali vrchu a vítězili, tu Avaři vyrazili, aby se zmocnili kořisti; jestliže však byli Slované přemáháni, opřeli se o pomoc Avarů, a tak nabrali nových sil. … Avaři přicházeli každoročně ke Slovanům přezimovat, brali si do lože manželky Slovanů i jejich dcery. Vedle jiných projevů útlaku platili Slované Avarům daně. Nakonec však synové Avarů, které zplodili s manželkami a dcerami Slovanů, nechtěli již snášet křivdy a útisk, a odmítajíce nadvládu Avarů, začali se bouřit. | “ |
| — Fredegarova kronika | |   |

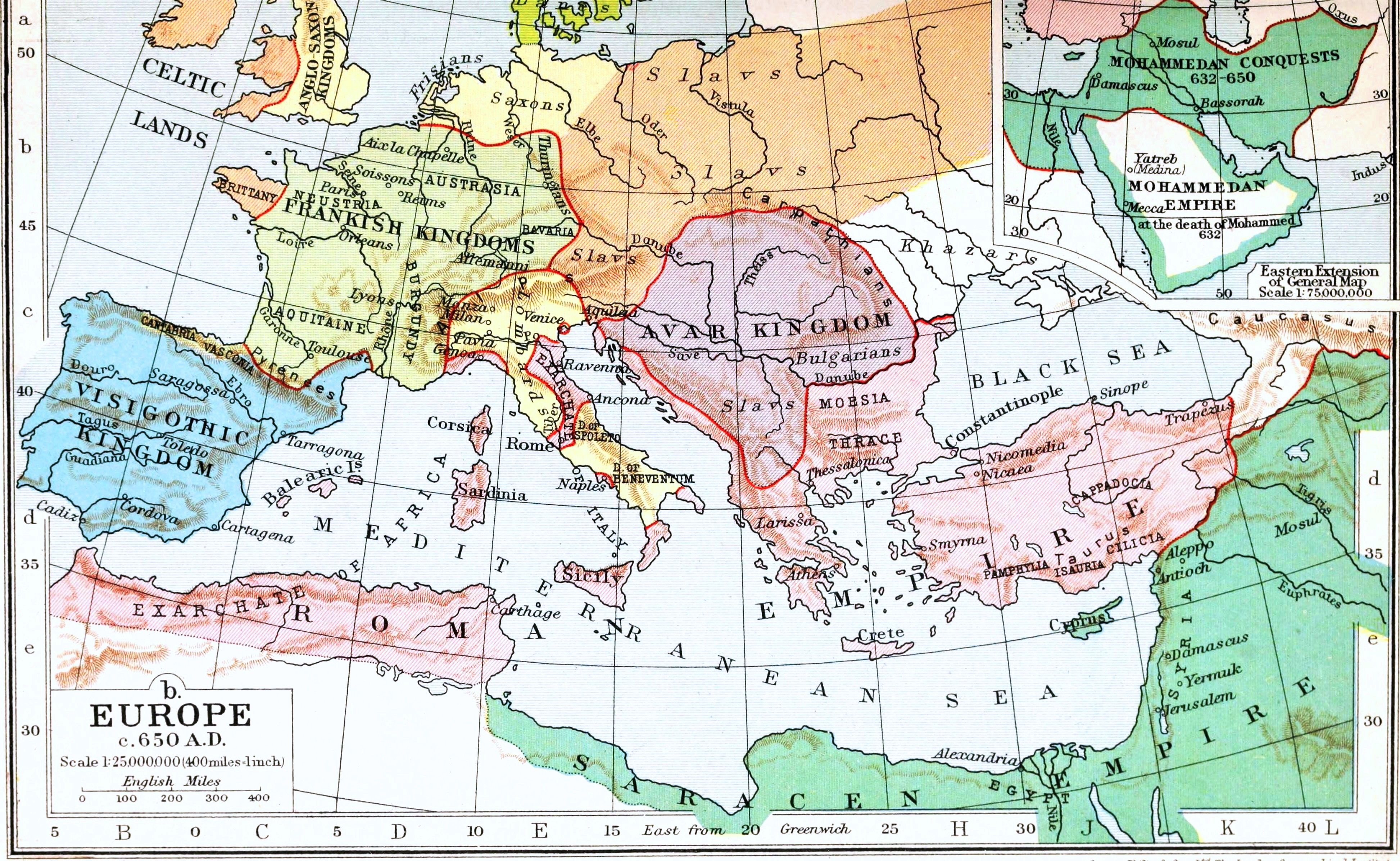
Avarský kaganát v roce 650 na mapě Evropy

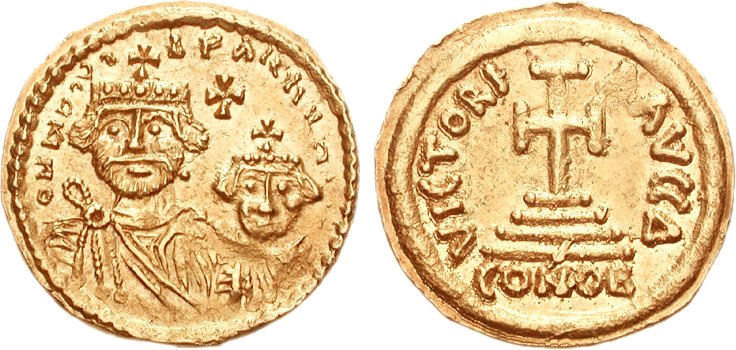
Avarská mince imitující mince byzantské

V letech 630–635 proběhla v avarské říši občanská válka mezi Avary a Bulhary (Kutrigury a Onogury). Avaři sice uhájili kaganský titul, nicméně Bulhaři žijící ve stepích severně od Černého moře získali nezávislost na avarské říši. Kolem roku 670 však Bulhaři (Onogurové) začínají z této oblasti prchat pod tlakem Chazarů. Jedna skupina Bulharů našla útočiště právě u Avarů (jejich další část obsadila dnešní Bulharsko, jiná se naopak vydala na severovýchod, kde v oblasti dnešního Tatarstánu založila Volžské Bulharsko). Onogurové výrazně ovlivnili etnický a kulturní charakter avarské říše; až do konce 8. století je o avarské říši poměrně málo zpráv. Výrazné výboje na území sousedních států se již patrně nekonaly, Avaři zřejmě spíše těžili z ovládání obchodních tras, které jejich říší procházely, a také postupně přecházeli k zemědělství.
V obci Dolní Dunajovice na jižní Moravě se nachází slovansko-avarské pohřebiště z doby předvelkomoravské.
Bylo by chybou považovat vztah Avarů ke Slovanům za pouhou tyranii; tento vztah byl komplexní. Některé slovanské kmeny žily v avarské porobě, jiné uzavřely s Avary spojenectví. Časem došlo ke vzniku společné avarsko-slovanské kultury a genetickému smísení obou etnik; Avaři také výrazně napomohli rozšíření Slovanů do jižní a možná i střední Evropy – bez vojensky zdatných Avarů schopných prosadit se vůči Frankům a Byzanci by slovanská kolonizace těchto území byla obtížná. Tato kolonizace probíhala tak, že Avaři a Slované podnikli společné tažení proti Byzanci a zlikvidovali domácí obyvatelstvo. Avaři se následně s kořistí vrátili do uherské nížiny, zatímco Slované se na dobytém území usadili.
O náboženství Avarů toho není mnoho známo. Patrně vyznávali tengrismus, možná také manicheismus, vyloučen není ani buddhismus nebo zoroastriánství. Příslušné archeologické nálezy obsahují pozoruhodně vysoký počet artefaktů judaistického charakteru.
Dle názoru Byzantinců byli Avaři vyspělejší než jiní stepní nomádi, což mohlo být zapříčiněno jejich kontakty s perskou, indickou a čínskou kulturou.
Byzantské a franské prameny však popisují Avary také jako agresivní barbary, kteří vynikali lstivostí a praktikovali černou magii. Tyto zprávy však mohou být tendenční.

### Konec Avarů

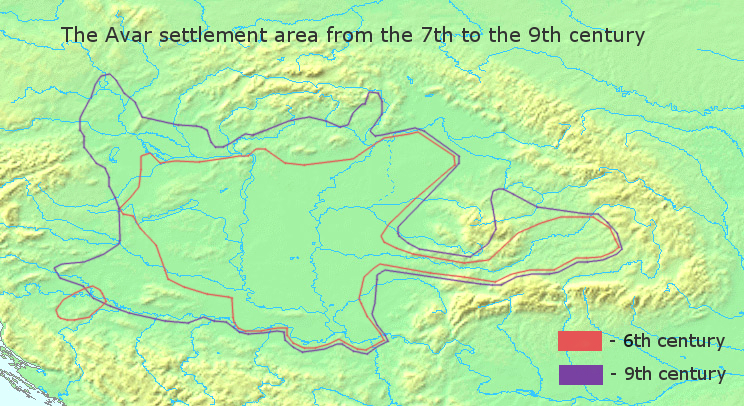
Avarské osídlení v 6. a 9. století

Léta 791 vedl společně s panonským knížetem Vojnomírem proti Avarům vojenskou výpravu Karel Veliký, což již bylo pravděpodobně v době, kdy byla avarská říše dekonsolidovaná vytrvalou vnitřní krizí; v avarské říši totiž vypukla občanská válka mezi stoupenci kagana (chána) a jugura (nejvyššího kněze). Příčinou této občanské války byla zřejmě neshoda v otázce zaujetí postoje k franské říši, kdy kagan realisticky prosazoval zaujetí vazalského postavení Avarů vůči mocnějším Frankům, zatímco jugur toto odmítal (Avaři by museli přijmout křest). Obě frakce se vzájemně prakticky zlikvidovaly, v bojích padl kagan i jugur. Zmíněná výprava Karla Velikého z roku 791 neuspěla, nicméně další výprava v roce 796 již ano a Frankové obsadili západní část avarské říše. Zbylí Avaři před Karlem Velikým ustoupili za řeku Tisu, ale do roku 822, kdy je o nich poslední zmínka v písemných pramenech, se jejich říše úplně rozpadla, pravděpodobně za významného přispění slovanských knížat, která využila fransko-avarských válek v 90. letech 8. století; zbylí Avaři zřejmě splývali se slovanským obyvatelstvem, kteří zde vytvořili nitranské a blatenské knížectví. V 9. století do této oblasti vtrhli Maďaři mluvící uralským jazykem, kteří se zde prý setkali se zbytky Hunů, což mohly být ve skutečnosti zbytky Avarů.[zdroj?]

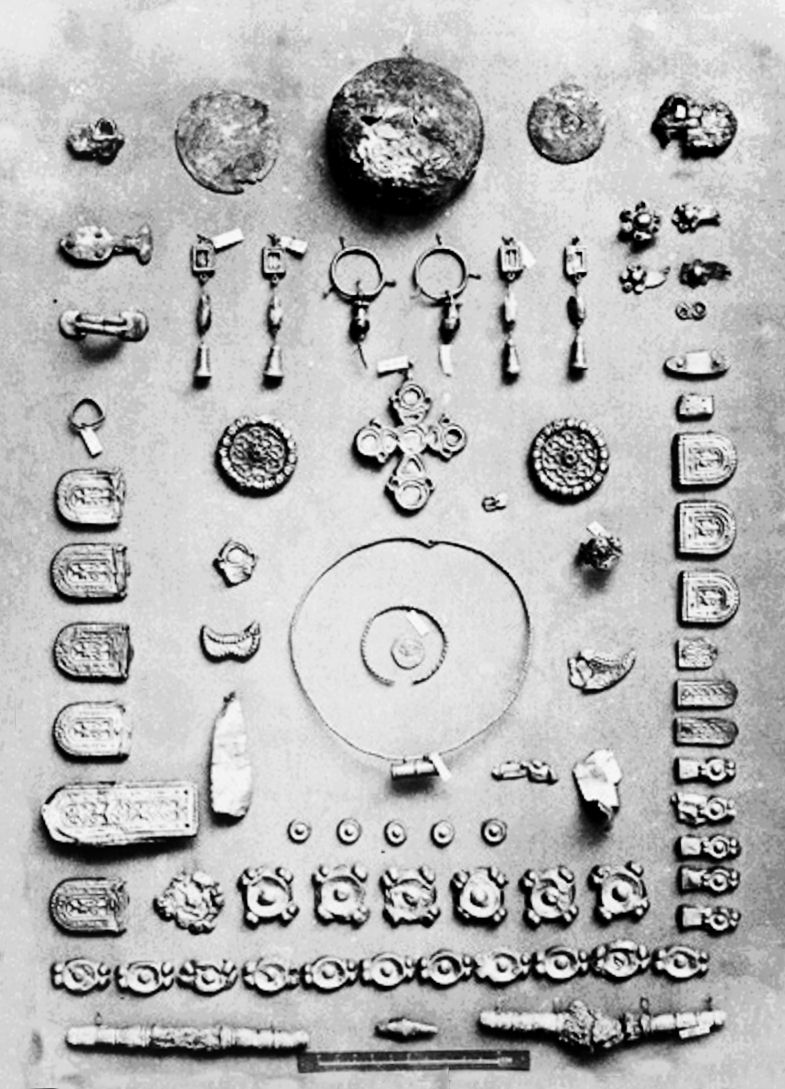
Avarské předměty nalezené v Maďarsku

Poté, co Frankové na přelomu 8. a 9. věku ovládli západní část avarské říše, bulharští Onogurové (odtud mimochodem název Hungarus) ovládli její jihovýchodní část a začlenili Avary do svého vojska. Je zdokumentováno, že v roce 811 se Avaři účastnili útoku Bulharů na Byzanc.
Archeologické nálezy dokazují významnou avarskou přítomnost v dané oblasti ještě v 10. století, tedy v době, kdy toto území již ovládali Maďaři. Definitivní zánik Avarů patrně proběhl jejich asimilací s Maďary. Od Avarů bývá někdy odvozován původ maďarského etnika Székely (Sikulové). Avaři dále dle některých názorů mohli ovlivnit etnogenezi Chorvatů. Objevily se také spekulace, že vládnoucí rod Velké Moravy byl tvořen potomky avarské aristokracie.[zdroj?]
V oblasti dnešního Maďarska se nalézá mnoho avarských ruin, zejména pohřebiště; zde nalezené symboly se velmi dobře shodují se symboly používanými kavkazskými Avary.

## Avarští kaganové
| pořadí | titul | jméno                               | přibližný rok vládnutí | zemřel | poznámky |
| ------ | ----- | ----------------------------------- | ---------------------- | ------ | --- |
| 01.    | král  | Sarošu nebo Sarosios                | (časné 6. století)     | —      | první dynastie – Sarodius, jehož dědeček byl Nothuliu, zatím ještě na Ukrajině, rozkvět, je známo že existoval v uvedené době |
| 02.    | kagan | Anakuej                             | 522                    | 522    | Jü-ťiou-lü A-na-kuej (郁久閭阿那瓌) |
| 03.    | —     | Anločen                             | —                      | —      | Jü-ťiou-lü An-luo-čchen (郁久閭菴羅辰), Anakuejův syn |
| 04.    | —     | Kanadík (Kuti, Kangti nebo Kazarig) | 552                    | 554    | duben 552, část poražených Žuan-Žuanů uprchla na území Severní Čchi (550‒577) v Číně, (Období jižních a severních dynystií), kaganem se stal Ku-tchi (古緹), později známý jako Jü-ťiou-lü Kchang-tchi (郁久閭康提), východní Hunobulhaři kteří byli jeho vazaly, byli známi jako Kazarigové (Kutrigurové) |
| 05.    | —     | Bajan, Bajar nebo Bat-bajan         | 562                    | —      | založil Avarskou říši soustředěnou v oblasti mezi dnešním Ruskem a Maďarskem a pozdější Besarábií. Langobardský král Alboin s ním uzavřel spojenectví a s pomocí Avarů porazil Kunimundovy Gepidy (567) |
| 06.    | ?     | —                                   | —                      | —      | kagan s neznámým jménem |
| 07.    | —     | —                                   | —                      | —      | kagan s neznámým jménem |
| 08.    | —     | ?                                   | —                      | —      | druhá dynastie – (635–685) |
| 09.    | —     | ?                                   | —                      | —      | třetí dynastie – (685–795) |
| 10.    | —     | ?                                   | (časné 790)            | —      | rozkvět, je známo že existoval v uvedené době, v opozici |
| 11.    | kagan | Jugurus                             | (časné 790)            | —      | rozkvět, je známo že existoval v uvedené době |
| 12.    | —     | Kajd Tudun                          | 795                    | 803    | čtvrtá dynastie? – (795–899) |
| 13.    | —     | Zodan                               | 803                    | 805    | |
| 14.    | ?     | Teodor                              | 805                    | 814    | od roku 805 subjekty Karlovské říše |
| 15.    | —     | Abraham                             | 810                    | —      | rozkvět, je známo že existoval v uvedené době |
| 16.    | —     | Isaac? – Tudun                      | 826                    | —      | rozkvět, je známo že existoval v uvedené době |
| 17.    | —     | —                                   | 844                    | —      | jméno neznámé, rozkvět, je známo že existoval v uvedené době |